# Enzyme tụy (dược phẩm)
Enzyme tụy, hay còn được gọi là pancrelipase và pancreatin, là các hỗn hợp thương mại gồm các enzyme amylase, lipase và protease. Chúng được sử dụng để điều trị hội chứng kém hấp thu do các vấn đề liên quan đến tuyến tụy. Những vấn đề về tuyến tụy có thể là do xơ nang, phẫu thuật cắt bỏ tuyến tụy, viêm tụy dài hạn, hoặc ung thư tuyến tụy cùng một số những bệnh khác. Thuốc được dùng bằng đường uống.
Các tác dụng phụ thường gặp có thể kể đến như nôn mửa, đau bụng, táo bón và tiêu chảy. Các tác dụng phụ khác có thể có như kích ứng màng phổi và acid uric máu cao. Những enzyme này có nguồn gốc từ lợn. Sử dụng thuốc được cho là an toàn trong thai kỳ. Thuốc này có chứa các enzyme tiêu hóa tương tự như các loại enzyme thông thường do tuyến tụy của con người tạo ra. Các enzyme này có thể giúp người dùng tiêu hóa chất béo, tinh bột và protein.
Enzyme tụy đã được sử dụng làm dược phẩm từ ít nhất là vào năm 1800. Nó nằm trong danh sách các thuốc thiết yếu của Tổ chức Y tế Thế giới, tức là nhóm các loại thuốc hiệu quả và an toàn nhất cần thiết trong một hệ thống y tế. Tại Vương quốc Anh, chi phí điển hình hàng tháng cho NHS là khoảng 11,64 pound. Tại Hoa Kỳ, một tháng điều trị thường tốn từ 50 đến 100 USD.